# Bill Ramsey
Pour les articles homonymes, voir Ramsey.
Bill Ramsey (de son vrai nom William McCreery Ramsey, né le 17 avril 1931 à Cincinnati, Ohio et mort le 2 juillet 2021) est un chanteur de jazz et de schlager germano-américain, journaliste et acteur, ayant fait sa carrière essentiellement en Allemagne.

## Biographie
Ce fils d'une professeur et d'un directeur de la publicité de Procter & Gamble chante dans un orchestre de bal de son lycée. À côté de ses études de sociologie et de commerce à l'université Yale, il chante du jazz, du swing et du blues. Ses modèles sont Count Basie, Nat King Cole, Duke Ellington et surtout Louis Jordan.
Durant la guerre de Corée, la conscription est rétablie aux États-Unis. Bill Ramsey doit faire son service dans l'United States Air Force en Allemagne. À côté, il continue à fréquenter les clubs, notamment le Jazzkeller Frankfurt à Francfort-sur-le-Main et devient membre de l'American Forces Network. Il est producteur exécutif et, même s'il sert encore, est de plus en plus présent dans les festivals.
À partir de 1953, il apparaît lors d'événements de jazz avec Ernst Mosch, Paul Kuhn, Kurt Edelhagen et James Last. Le pianiste et producteur Heinz Gietz le remarque en 1955, lui fait signer un contrat avec la Hessischer Rundfunk et l'engage dans le film musical Liebe, Tanz und 1000 Schlager à côté de Peter Alexander et de Caterina Valente. À la fin de son service militaire, il repart aux États-Unis finir ses études et revient à Francfort en 1957.
En 1958, Gietz lui offre un contrat d'enregistrement pour son premier single avec Polydor. Il se fait remarquer pour sa voix grave proche des chanteurs noirs. Sa carrière musicale s'oriente vers les adaptations allemandes de chansons pop anglophones comme celles de Hank Ballard, The Beatles, Fats Domino, Ivory Joe Hunter, Roger Miller, Elvis Presley, Jimmie Rodgers, Andy Williams, Sheb Wooley... Par ailleurs, il chante des compositions de Heinz Gietz et des textes ironiques de Kurt Feltz (de) ou de Hans Bradtke (de) sur l'actualité.
En 1962, Ramsey reste avec Gietz lorsqu'il collabore pour Columbia. Alors que la musique beat est à la mode, il est toujours présent dans les meilleures ventes. Sa popularité lui permet de nombreuses apparitions au cinéma et à la télévision, où il joue le chanteur et des seconds rôles comiques.
En 1966, il suit encore Gietz à Cornet puis Polydor. Ramsey chante en anglais du jazz et du blues. Plus tard, il s'ouvre à l'opérette, à la comédie, à la beat ou encore à la chanson pour enfants.
Au total, Bill Ramsey a joué dans une trentaine de films. Des tournées l'ont amené dans toute l'Europe, les États-Unis et l'Afrique du Nord. Il présenta des émissions musicales à la télévision. Il a été professeur à la Hochschule für Musik und Theater Hamburg. Chaque vendredi, il présente une émission sur hr2-kultur. En 2008 et 2009, il fait avec Max Greger et Hugo Strasser (de) une tournée des légendes du swing.
Il possède la nationalité allemande depuis 1984. Il vit à Hambourg depuis 1991 où il est décédé à l'âge de 90 ans,.

## Discographie

### Singles
- 1958: Yes, Fanny, ich tu das
- 1958: Wumba-Tumba Schokoladeneisverkäufer
- 1959: Er war vom konstantinopelitanischen Gesangsverein
- 1959: Souvenirs
- 1959: Caldonia
- 1959: Hier könn' Matrosen vor Anker geh'n
- 1960: Go Man Go
- 1960: Telefon aus Paris
- 1960: Jeden Tag 'ne andre Party
- 1961: Pigalle (Die große Mausefalle)
- 1961: Immer zieht es mich zu ihr (avec Peter Alexander)
- 1961: Zuckerpuppe
- 1961: Das Leben ist doll
- 1962: Nichts gegen die Weiber (avec Bibi Johns)
- 1962: Old Jonny war ein Wunderkind
- 1962: Brauner Señor Mexicano (avec Peter Alexander)
- 1962: Ohne Krimi geht die Mimi nie ins Bett
- 1962: Mimi Needs A Thriller When She Goes To Bed
- 1963: Maskenball bei Scotland Yard
- 1963: Sagst du alles deiner Frau? (avec Chris Howland)
- 1963: Parlez-vous Français?
- 1963: Molly
- 1963: Es gibt doch immer wieder Ärger (avec Peter Weck)
- 1964: Bossa Nova Baby
- 1964: Ein bequemer Arbeitnehmer bin ich nicht
- 1964: Ein Student aus Heidelberg
- 1964: Zicke Zacke Hoi
- 1965: Chug-a-lug
- 1965: Bin nur ein Tramp
- 1965: Crazy Cowboy Grand Hotel
- 1966: Fat Man (& The Jay Five)
- 1966: Hollywood-Schaukellied
- 1966: Yellow Submarine
- 1967: Limonade wär' besser gewesen
- 1967: Body Building Bill aus Boston
- 1968: Otto ist auf Frauen scharf
- 1968: Piccadilly Circus
- 1969: Gesellschaftsspiele
- 1969: Sing ein kleines Lied vom Frieden
- 1970: Haschisch Halef Omar
- 1993: Probier's mal mit Gemütlichkeit (Dschungelbuch Groove)

## Filmographie (sélection)
- 1955 : Musik im Blut
- 1955 : Liebe, Tanz und 1000 Schlager
- 1959 : Kein Mann zum Heiraten (de)
- 1961 : Heute gehn wir bummeln
- 1961 : Junge Leute brauchen Liebe
- 1961 : Unsere tollen Tanten
- 1961 : Am Sonntag will mein Süßer mit mir segeln gehn (de)
- 1961 : Adieu, Lebewohl, Goodbye
- 1961 : Zu jung um blond zu sein
- 1961 : Schlagerparade 1961
- 1961 : Die Abenteuer des Grafen Bobby (Les Aventures du comte Bobby)
- 1962 : Ohne Krimi geht die Mimi nie ins Bett (de)
- 1962 : Commando X.X.P.8
- 1962 : Das süße Leben des Grafen Bobby (La Douceur de vivre du comte Bobby)
- 1962 : Café Oriental
- 1963 : Heimweh nach St. Pauli (de)
- 1963 : Maskenball bei Scotland Yard – Die Geschichte einer unglaublichen Erfindung
- 1964 : Liebesgrüße aus Tirol
- 1964 : Les Cavaliers rouges
- 1968 : Zum Tango gehören zwei
- 1971 : Hurra, bei uns geht's rund
- 1978 : Die Schweizermacher
- 1993 : Almenrausch und Pulverschnee (de) (série TV) : Der Onkel aus Amerika
- 1997 : Tatort : Ausgespielt